# Graven Es
De Graven Es is een wijk in het noordwesten van de Nederlandse stad Oldenzaal. De wijk bevindt zich ten noordwesten van het centrum, waarvan het middels de provinciale rondweg gescheiden wordt. Bij een telling in 2023 had de wijk 5.290 inwoners.
In de wijk bevinden zich onder andere een klein winkelcentrum en twee basisscholen. Tussen de Graven Es en de wijk De Essen bevinden zich een wijkcentrum ('t Blikpunt) en het Oldenzaalse stadspark De Roosboer, waarin zich ook een kinderboerderij bevindt.

## Oorsprong en opzet
Het grondgebied waarop de wijk gebouwd is behoorde oorspronkelijk voor een deel toe aan de gemeente Losser. Dit betreft het gedeelte langs de provinciale rondweg, dicht bij het stadscentrum van Oldenzaal. Ten behoeve van de naoorlogse uitbreiding van Oldenzaal werd dit gebied per 1 juli 1955 geannexeerd. De nieuwste bouwfasen worden gerealiseerd op grond welke tot 1 januari 2001 tot de gemeente Weerselo behoorden. Deze werden in het kader van de gemeentelijke herindeling van 2001 niet bij nieuwe gemeente Dinkelland gevoegd, maar werden omwille van uitbreidingsmogelijkheden bij de gemeente Oldenzaal gevoegd. Met de aanleg van de wijk is begonnen in de jaren 90, momenteel wordt de wijk nog altijd uitgebreid. De wijk is vernoemd naar de Bentheimergraven Esch, een es waarop de wijk gebouwd is.
De wijk is een nieuwbouwwijk met vooral eengezinswoningen. De straatnamen zijn vernoemd naar opera's (Toscalaan, Aidalaan), geografische namen (Kretalaan, Normandiëlaan) en muziekinstrumenten. De straten in de nieuwste fasen zijn vernoemd naar ambachtelijke beroepen (Zadelmaker, Hoefsmid) en erven die zich vroeger op de plaats van de wijk bevonden (Erve Wolbert, Erve Broenink).

## Verkeer en vervoer
De belangrijkste ontsluitingswegen van de wijk zijn de Griekenlandlaan en de Operalaan, welke zorgen voor de ontsluiting richting het centrum en de N342. Sinds 2006 heeft de wijk via de Wieldraaierlaan een aansluiting op de N343 welke zorgdraagt voor de ontsluiting richting Weerselo.
Door de wijk loopt één buslijn, de dienst op deze buslijn wordt uitgevoerd door RRReis van Arriva:
- Lijn 60: Enschede - Oldenzaal

Stad: Oldenzaal      Voormalige buurtschap: Berghuizen

Woonwijken: De Essen · De Thij · Graven Es · Zuid-Berghuizen     
Bedrijventerreinen: De Eekte · Hanzepoort · Het Hazewinkel · Jufferbeek

Overijssel · Steden en dorpen in Overijssel      Nederland · Provincies · Gemeenten